# Instituto de Energía Solar
El Instituto de Energía Solar de la Universidad Politécnica de Madrid fue establecido por OM de 16 de febrero de 1979 (BOE n.º 99 de 25 de abril, página 9399) a partir del Laboratorio de Semiconductores de la E.T.S.I. de Telecomunicación, constituido sin estructura jurídica específica en 1969, y confirmado como instituto universitario por RD 846/1993 de 28 de mayo (BOE n.º 144 de 17 de junio página 18679). 
El objetivo del instituto es investigar todo lo relacionado con la energía solar fotovoltaica. Esta tecnología, que convierte la energía solar en electricidad, se usó primeramente y se sigue usando en satélites artificiales a los que proporciona energía eléctrica de forma fiable. Desde mediados de los años 1970 esta tecnología utiliza también en aplicaciones terrestres: sistemas conectados a red, aplicaciones en electrificación rural y alimentación eléctrica de zonas con difícil acceso, sistemas autónomos,... En los últimos años, las líneas de investigación han incluido también el estudio de nuevos materiales fotovoltaicos o los sistemas fotovoltaicos de concentración. 